# David Kipiani
David Kipiani, gruzínsky დავით ყიფიანი (18. listopadu 1951 Tbilisi – 17. září 2001 Tbilisi) byl gruzínský fotbalista, záložník, jenž reprezentoval někdejší Sovětský svaz. Po skončení aktivní kariéry působil jako trenér. Zemřel na následky dopravní nehody.

## Fotbalová kariéra
V nejvyšší soutěži Sovětského svazu hrál za Dinamo Tbilisi a s týmem získal v roce 1978 mistrovský titul a v letech 1976 a 1979 i Sovětský fotbalový pohár. S Dinamem Tbilisi vyhrál jako kapitán týmu v sezóně 1980/81 Pohár vítězů pohárů. V Poháru mistrů evropských zemí nastoupil ve 4 utkáních a dal 2 góly, v Poháru vítězů pohárů nastoupil v 15 utkáních a dal 1 gól a v Poháru UEFA nastoupil v 16 utkáních a dal 7 gólů. Za reprezentaci Sovětského svazu nastoupil v letech 1974-1981 v 19 utkáních a dal 4 góly. S reprezentací Sovětského svazu získal bronzovou medaili za 3. místo na LOH 1976 v Montrealu. V evropské anketě Zlatý míč 1981 skončil na 11. místě. V roce 1977 byl vyhlášen sovětským fotbalistou roku.

## Ligová bilance
| Ročník                               | Zápasy | Góly | Klub           |
| ------------------------------------ | ------ | ---- | -------------- |
| Sovětská fotbalová Vysšaja liga 1971 | 23     | 3    | Dinamo Tbilisi |
| Sovětská fotbalová Vysšaja liga 1972 | 28     | 7    | Dinamo Tbilisi |
| Sovětská fotbalová Vysšaja liga 1973 | 20     | 5    | Dinamo Tbilisi |
| Sovětská fotbalová Vysšaja liga 1974 | 6      | 1    | Dinamo Tbilisi |
| Sovětská fotbalová Vysšaja liga 1975 | 24     | 12   | Dinamo Tbilisi |
| Sovětská fotbalová Vysšaja liga 1976 | 18     | 9    | Dinamo Tbilisi |
| Sovětská fotbalová Vysšaja liga 1977 | 27     | 14   | Dinamo Tbilisi |
| Sovětská fotbalová Vysšaja liga 1978 | 25     | 7    | Dinamo Tbilisi |
| Sovětská fotbalová Vysšaja liga 1979 | 22     | 3    | Dinamo Tbilisi |
| Sovětská fotbalová Vysšaja liga 1980 | 31     | 8    | Dinamo Tbilisi |
| Sovětská fotbalová Vysšaja liga 1981 | 18     | 8    | Dinamo Tbilisi |
| Sovětská fotbalová Vysšaja liga 1982 | 4      | 2    | Dinamo Tbilisi |
| CELKEM 1. liga                       | 246    | 79   |                |

## Trenérská kariéra
V letech 1997 a 2000-2001 byl trenérem gruzínské reprezentace. Na klubové úrovni trénoval Dinamo Tbilisi, Iberii Tbilisi, Olympiakos Nicosia, KRC Mechelen, FK Šinnik Jaroslavl a FC Torpedo Kutaisi.